# Rexel
Rexel è un gruppo francese specializzato nella distribuzione di apparecchiature elettriche, di riscaldamento, di illuminazione e idrauliche, ma anche in energie rinnovabili e prodotti e servizi di efficienza energetica, housing connesso e servizi come il noleggio di strumenti portatili o suite software per professionisti. Fondata nel 1967, Rexel negli anni ha ampliato il proprio raggio d'azione. Oggi, la sua offerta combina un'ampia gamma di apparecchiature con servizi nei settori dell'automazione, competenza tecnica, gestione dell'energia, illuminazione, sicurezza, ingegneria climatica, comunicazione, domotica ed energie rinnovabili.